# 西气东输
“西氣東輸”主要是指中國西部新疆、青海、川渝和鄂爾多斯「四大氣區」生產的天然氣；輸往東部長江三角洲地區、珠江三角洲经济区的天然氣管道工程。西氣東輸一線2002年7月4日正式動工建设，2004年12月31日正式向上海等地输气。

## 建設計畫
中國中西部地區有六大含油氣盆地，即塔里木、準噶爾、吐哈、柴達木、鄂爾多斯和四川盆地。根據天然氣的資源狀況和目前的勘探形勢，當局決定啟動西氣東輸工程，加快建設天然氣管道。除了建成的陝京天然氣管線，還要再建設3條天然氣管線，即塔里木—上海、涩宁兰管线（青海澀北—西寧—甘肅蘭州）、重慶忠縣—湖北武漢的天然氣管道，以儘快把資源優勢變成經濟優勢，滿足東部地區對天然氣的迫切需要。
從更大的範圍看，正在規劃中的引進俄羅斯西西伯利亞的天然氣管道將與現在的西氣東輸大動脈相連接，還有已引進的俄羅斯東西伯利亞地區的天然氣管道，這兩條管道也会被认为屬“西氣東輸”之列。

## 西气东输主力气源
1、2000年立项时库车—塔北探明地质储量为3935.22亿立方公尺，可采储量为2854.71亿立方公尺。其中克拉2、羊塔克、英买7、玉东、牙哈、吉拉克、雅克拉等一大六中为主供气田，上述七个气田天然气探明储量3805.34亿立方公尺，可采储量2704.02亿立方公尺，当时按年输120亿立方公尺计算，储采比为22：1。按稳产期采出可采储量的65-70%算，稳产期为15-16年。
2、至2002年底，库车—塔北地区探明天然气地质储量5456.98亿立方公尺，可采储量3905.63亿立方公尺。其中克拉2、迪那2、吐孜洛克、羊塔克、英买7、玉东、牙哈、吉拉克、雅克拉等两大七中主供气田的探明地质储量为5335.61亿立方公尺，可采储量为3812.69亿立方公尺。按年输气120亿立方公尺计算，储采比为32：1。按稳产期采出可采储量的65-70%算，稳产期为21-22年。
塔里木盆地天然气勘探前景广阔，仅库车—塔北地区目前还有储备圈闭20个，天然气圈闭资源量1.35万亿立方公尺，只要加强勘探，2010年左右该地区累计探明天然气储量可达到1万亿立方公尺。

## 西氣東輸一線
西气东输管道西起新疆塔里木轮南，东至上海市西郊白鹤镇，途经库尔勒、吐鲁番、鄯善、哈密、柳园、玉门、酒泉、山丹、金昌、古浪、中卫、盐池、靖边、洛阳、郑州、合肥、南京、常州等大中城市，终点为上海。东西横贯新疆、甘肃、宁夏、陕西、山西、河南、安徽、江苏、浙江和上海等10个省区市70个县。干线全长约4000km，设计年输量120亿立方米，设计压力10.0MPa，管径1016mm，工艺站场35座、压气站22座，分输站17座，线路截断阀室138座，支干线三条，总长293km。
2005年3月正式啟動了西氣東輸管道增輸工程建設，涉及沿線22座站場。其中，新建12座壓氣站，改造原有10座壓氣站，年輸氣能力從120億立方米提升至170億立方米。

## 西氣東輸二線
西氣東輸二線於2008年2月22日開工建設。該管道總長9,102公里，包括4,843公里的主線和8條支線，從霍爾果斯開始到廣東廣州、香港，直至甘肅為止與第一條西氣東輸管道平行互聯，是目前世界上線路最長、供應覆蓋面積最大、受益人口最多的一條天然氣管道，投資達1422億人民幣。西氣東輸二線於2012年12月完工，年輸氣能力300億立方米，天然氣主要由中國-中亞天然氣管道供應。

## 西氣東輸三線
西氣東輸三線工程分西段、中段和東段三部分實施，從新疆的霍爾果斯到福建的福州，總長7,378公里，天然氣主要由中國-中亞天然氣管道供應，年輸氣能力300億立方米。其中，西段從新疆霍爾果斯至寧夏中衞，基本與西氣東輸二線並行，於2014年8月25日完工。東段從吉安到福州於2016年12月12日開通。2021年西气东输三线中段（中卫-吉安）工程正式开工建设。

## 西氣東輸四線
2022年9月28日，西气东输四线天然气管道工程开工，工程起自吉爾吉斯边境的新疆乌恰县伊尔克什坦，经轮南、吐鲁番至宁夏中卫，管道全长约3340公里，建成后四线管道与西气东输二线、三线联合运行，管道年设计输量150亿立方米。

## 工程技术特点
- 高压力、大口径及内涂敷输送工艺技术
- 先进的遥感选线技术
- X70高钢级管材的运用
- GE、Rolls-Royce、SIEMENS驱动缩机增压系统
- 先进的自动化控制和通信信息系统
- 高精确度的流量计系统
- 系统调峰分析及多种调峰措施、管道自动焊接技术
- 全自动超声波检测技术
- 长江、黄河施工技术方案
- 管道防护工程
- 调峰储气分析
- 工程的基础评估、评价
- 灾害和风险评估技术
- GIS系统（利用先进的遥感技术、地理信息系统技术、数据库技术、网络技术，将管道沿线地理环境、地面设施、交通、人文景观、地质环境、各类地质灾害和自然灾害等影响管道安全运营的主客观因素和技术数据纳入数据库，实现统一管理。）

## 成效
虽然西氣東輸工程投資巨大，整个工程预算超过1500亿人民币，最终投资接近2600亿，但是經濟和社會效益也十分顯著，就工程本身來講，據初步測算，與進口液化天然氣相比，塔里木天然氣到上海的價格大概便宜6分錢以上，具有很強的競爭力。與東部地區目前大量使用的人工煤氣相比，雖然煤氣價格便宜，但其熱值遠低於天然氣。按同等熱值計算，塔裏木天然氣到東部的供氣價每立方米只相當於煤氣的三分之二。按此價格，氣田開發企業和管道運輸企業的經濟效益應是有保障的。
西气东输设计最初输送能力为每年120亿立方米，随着管道建成后沿线各地对于天然气的需求急剧扩大，其管道输送能力不断提高。截至2021年12月28日，西气东输管道系统 當年累计输送天然气突破1000亿立方米，这是西气东输管道系统年输气量首次突破千亿立方米。

## 建設影響
投資方對生態環境保護問題都十分重視，在施工前進行了嚴格的環境和社會評價，建立健全了國際通用的“健康、安全、環保管理體系”，在設計和施工上處處強調了對環保的要求。為保護羅布泊地區的80多只野駱駝，專門追加了近1.5億元投資，增加管線長度15公里；對管道埋入地下挖土回填的施工標準是要保證回填土上草類能夠生長。按照這樣的標準，管道全部鋪設完畢之後對西部生態環境的影響是很小的。
"西氣東輸"工程將大大加快新疆地區以及中西部沿線地區的經濟發展，相應增加財政收入和就業機會，帶來巨大的經濟效益和社會效益。 這一重大工程的實施，還將促進中國能源結構和產業結構調整，帶動鋼鐵、建材、石油化工、電力等相關行業的發展。 沿線城市可用清潔能源取代部分電廠、窯爐、化工企業和居民生產使用的燃油和煤炭將有效改善大氣環境提高人民生活品質。
總投資1,463億元人民幣的西氣東輸工程，將建設4,200公里的管道，把位於西部新疆等地豐富的天然氣輸往能源緊缺的上海等東部地區。從目前勘探的情況來看，西部地區蘊藏著22.4萬億立方米天然氣資源，每年向長江三角洲和沿線地區輸氣120億立方米，可以穩定供氣30年是有把握的，將成為橫貫中國的能源大動脈。